# Willadingen
Willadingen é uma comuna da Suíça, situada no distrito administrativo de Emmental, no cantão de Berna. Tem 2,2 km² de área e sua população em 2018 foi estimada em 205 habitantes.